# Dolores Heredia
Pour les articles homonymes, voir Heredia.
Dolores Heredia, née à La Paz, Basse-Californie du Sud, le 6 octobre 1966, est une actrice mexicaine.

## Biographie
Elle naît et grandit à La Paz. Elle est la septième de dix enfants, sa mère était une photographe de Sinaloa et son père un matelot de Guanajuato. Elle étudie l'art dramatique au Centre Universitaire de l'Université nationale autonome du Mexique (UNAM).

## Filmographie

### Télévision

#### Téléfilms
- 2002 : La Virgen de Guadalupe : Virgen de Guadalupe
- 2004 : Gitanas : Jovanka Sanchez
- 2005 : Mujeres : Marcia
- 2006 : Marina : Rosa Hernández
- 2008 : Deseo prohibido : Luisa Ocampo
- 2008-2012 : Capadocia : Teresa Lagos
- 2011 : Lucho en Familia
- 2012 : La Ruta Blanca : Esmeralda de Paz
- 2012 : Mi ex me tiene ganas : Margarita Lobo
- 2013 : Hombre tenías que ser : Caridad Montemayor
- 2015 : Caminos de Guanajuato : Magdalena Lozada
- 2018 : Diablero : Mama Chabela

#### Séries télévisées
- 2016-... : Sense8 : Estalla Rodriguez
- 2017-... : El Chapo : Gabriela Saavedra

### Cinéma
- 1990 : Pueblo de madera
- 1991 : Highway Patrolman
- 1993 : Fausse Piste : Rosita
- 1993 : Pueblo viejo
- 1994 : La hija del Puma : Catarina
- 1994 : Vagabunda : Flor
- 1995 : Un hilito de sangre : Prostitué du bordel
- 1995 : Dos crímenes : Lucero
- 1995 : En el aire : Laura
- 1999 : Esperanza et ses saints : Esperanza
- 2001 : De la calle : Virgen
- 2002 : Ciudades oscuras : Lola
- 2003 : Suertuda gloria : Yoyis
- 2003 : La mudanza
- 2005 : La historia del baúl rosado : Martina
- 2006 : Sexo, amor y otras perversiones 2 : Canela
- 2006 : Fuera del cielo : Sara
- 2006 : Mujer alabastrina
- 2006 : Cobrador: In God We Trust : Angela
- 2008 : Angles d'attaque  : Marie
- 2008 : El viaje de Teo : Josefina
- 2008 : Enemigos íntimos
- 2008 : Desierto adentro  : Maria Dolores
- 2008 : Conozca la cabeza de Juan Pérez : Lucía
- 2008 : Purgatorio : Lucia
- 2008 : Rudo y Cursi : Elvira
- 2008 : Cosas insignificantes  : Fabiana
- 2010 : Rock Marí : Isabel
- 2010 : 180º : Bertha
- 2010 : Días de gracia : Susana
- 2010 : Sucedió en un día : Petra
- 2010 : La pantera negra
- 2010 : El atentado : Bonifacia
- 2011 : Asalto al cine : Señora
- 2011 : Días de gracia : Susana
- 2011 : A Better Life : Anita
- 2011 : La revolución de Juan Escopeta
- 2012 : El Santos vs la Tetona Mendoza
- 2012 : Kill the Gringo
- 2013 : Bless Me, Ultima : Maria
- 2013 : Little Baby Jesus : Jesus
- 2013 : Huérfanos : Ana Maria Escobar
- 2014 : Cambio de ruta : Madre de Nicté
- 2014 : Eddie Reynolds y Los Ángeles de Acero : Teresa
- 2014 : La voie de l'ennemi : Teresa Flores
- 2019 : Chicuarotes de Gael García Bernal
- 2024 : Pedro Páramo de Rodrigo Prieto : Eduviges Dyada

## Distinctions

### Récompenses
- 1999 : Festival international du film d'Amiens : Meilleure Actrice pour Santitos
- 2000 : Festival international du film de Carthagène : Meilleure Actrice pour Santitos
- 2008 : Festival international du film de Guadalajara : Meilleure Actrice pour Conozca la cabeza de Juan Pérez

### Nominations
- 1995 : Prix Ariel : Meilleure Actrice pour Dos crímenes
- 2000 : Prix Ariel : Meilleure Actrice pour Santitos
- 2013 : Festival de télévision de Monte-Carlo : Actrice Exceptionnelle pour une série dramatique pour Capadocia